# Magi-Nation
Magi-Nation ist eine 2007 und 2010 produzierte, animierte Fernsehserie, die aus 52 22-minütigen Folgen besteht und von dem 15-jährigen Jungen Tony handelt, der in die Welt der Moon-Länder gerät.

## Handlung
Tony freundet sich in den geheimnisvollen Moon-Ländern mit den beiden Magis Edyn und Strag an. Gemeinsam mit ihren Traumwesen Ugger, Furok und Freep müssen sie Bösewicht Agram daran hindern, die Moon-Länder zu zerstören. Agram will sich aus seiner Gefangenschaft im „Core“, der Unterwelt, befreien und die Herrschaft nicht nur über die Moon-Länder, sondern auch über die Erde gewinnen. Um dem entgegenzutreten, müssen unsere Helden den Hinweisen aus dem Buch der Ahnen folgen und Traumsteine finden. Dann erst haben sie die Möglichkeit Agram für immer dingfest zu machen.

## Veröffentlichung
Magi-Nation wurde vom 18. August 2008 bis zum 22. September 2008 bei RTL II im Format Pokito gezeigt. Eine erneute Ausstrahlung auf RTL II erfolgte vom 5. Januar 2010 bis zum 29. Januar 2010, wobei hier nur die ersten 19 Folgen ausgestrahlt wurden.
Magi-Nation lief vom 20. Oktober 2008 bis zum 8. Oktober 2009 außerdem auf dem Pay-TV-Sender Disney XD.